# Брецку
Брецку (рум. Brețcu) — село у повіті Ковасна в Румунії. Адміністративний центр комуни Брецку.
Село розташоване на відстані 179 км на північ від Бухареста, 44 км на північний схід від Сфинту-Георге, 68 км на північний схід від Брашова.

## Населення
За даними перепису населення 2002 року у селі проживали 2717 осіб.
Національний склад населення села:
| Національність | Кількість осіб | Відсоток |
| -------------- | -------------- | -------- |
| угорці         | 2021           | 74,4%    |
| румуни         | 679            | 25,0%    |
| цигани         | 14             | 0,5%     |

Рідною мовою назвали:
| Мова      | Кількість осіб | Відсоток |
| --------- | -------------- | -------- |
| угорська  | 2031           | 74,8%    |
| румунська | 679            | 25,0%    |
| циганська | 7              | 0,3%     |